# Emilie Esther
Emilie Esther Holmgaard (født 12. maj 1999, Aalborg) er en dansk sanger, der vandt den danske talentkonkurrence X Factor 2015. Efterfølgende udgav hun sin første single "Undiscovered", som var nummer et på den danske iTunes i omkring en uge. I august 2015 modtog singlen guld.
I april 2015 tog Emilie Esther sammen med Remee til Los Angeles i USA, for at indspille en sang med produceren RedOne, som var præmien for at vinde X Factor. Den 8. juni 2015 udkom resultatet af samarbejdet, singlen "Inescapable". Hun  indspillede også en EP, der udkom  den 16. oktober 2015.
Den 12. juni 2015 var Emilie Esther support for den verdensberømte popsangerinde Kylie Minogue, der gav koncert i Skovdalen i Aalborg

## Diskografi

### EP'er
- Rare (2015)

### Singler
- "Undiscovered" (2015) [9]
- "Inescapable" (2015) [10]
- "Hey Love" (2015)